# Țigăneștii de Criș, Bihor
Țigăneștii de Criș (în maghiară Cigányfalva) este un sat în comuna Brusturi din județul Bihor, Crișana, România.